# Film International
Film International — ежеквартальный академический журнал (с сопутствующим сайтом FilmInt, содержащим эксклюзивный контент), посвящённый киноведению. Основанный в 1973 году (на шведском языке), Film International стал англоязычным журналом в 2003 году. Издаётся «Intellect Ltd.» и представляет критические, исторические и теоретические эссе по исследованиям кино, телевидения и киностудий, включая рецензии на книги, интервью и освещение кинофестивалей по всему миру. В нём регулярно публикуются обзоры фильмов, интервью с режиссёрами, актёрами и операторами, а также освещаются национальные кинотеатры по странам. Контент варьируется по тематике: от художественного кино, зарубежных фильмов до жанровых произведений и музыкальных клипов, таких как «Lemonade» Бейонсе.
Главный редактор — Мэтью Сорренто, соредактор — Том Уэ. Редактор изображений — Джонатан Монович. Соавторы-редакторы: Джессика Бакстер, Джейкоб Мертенс, Лиза Палмер, Юн-хуа Чен, Кристофер Шарретт, Джереми Карр, Роберт К. Лайтнинг, Джордж Тоулс, Тони Уильямс и Александра Хеллер-Николас.
Андре Грегори охарактеризовал журнал как «представляющий огромный интерес для всех, кто увлечён кино», а Роберт Пульчини отметил, что FilmInt предлагает «такой уровень повествования о кино, который, к сожалению, в наши дни слишком редок». Работы из журнала нашли продолжение в длительных исследованиях ведущими учёными и авторами, в том числе Толесом, Карлом Фридманом, Кэрол Верналис, и Мюрреем Померансом. Дэвид Хадсон из The Criterion Collection считает этот журнал выдающимся в рецензировании книг. В этом проекте длительное время принимал участие выдающийся критик Робин Вуд.